# Davit Mujiri
Davit Mujiri (sinh ngày 2 tháng 1 năm 1978) là một cầu thủ bóng đá người Gruzia.

## Đội tuyển bóng đá quốc gia Georgia
Davit Mujiri thi đấu cho đội tuyển bóng đá quốc gia Georgia từ năm 2003 đến 2008.

## Thống kê sự nghiệp
| Đội tuyển bóng đá Georgia | Đội tuyển bóng đá Georgia | Đội tuyển bóng đá Georgia |
| Năm                       | Trận                      | Bàn                       |
| ------------------------- | ------------------------- | ------------------------- |
| 2003                      | 1                         | 0                         |
| 2004                      | 2                         | 0                         |
| 2005                      | 7                         | 0                         |
| 2006                      | 6                         | 1                         |
| 2007                      | 6                         | 0                         |
| 2008                      | 3                         | 0                         |
| Tổng cộng                 | 25                        | 1                         |